# Escuts i banderes de l'Urgell

Escut oficial de la comarca de l'Urgell

Els escuts i banderes de l'Urgell són el conjunt d'escuts i banderes dels municipis, en aquest cas els de la dita comarca.
En aquest article s'hi inclouen els escuts i les banderes oficialitzats per la Generalitat des del 1981 concretament per la Conselleria de Governació, què en té la competència.
Pel que fa als escuts comarcals cal dir que s'han creat expressament per representar els Consells i, per extensió, són el símbol de tota la comarca.
En el cas de l'ens supramunicipal d'Urgell s'ha oficialitzat l'escut que conté les mateixes armes dels comtes d'Urgell, com la Noguera, el Pla d'Urgell o l'Alt Urgell.
No tenen escut ni bandera oficial: Agramunt, la Fuliola, Ossó de Sió, Sant Martí de Maldà i Verdú.

## Escuts oficials

Anglesola Aprovat el 20 de maig de 1994.[1]
Belianes Aprovat el 24 d'abril de 1993.[2]
Bellpuig Aprovat el 20 de novembre de 1995.[3]
Castellserà Aprovat el 2 de març de 1995.[4]
Ciutadilla Publicat al DOGC el 19 de setembre de 1994.[5]
Guimerà Aprovat el 18 de juliol de 1991.[6]
Maldà Aprovat el 27 de maig de 1992.[7]
Nalec Aprovat el 25 de gener de 2018.[8]
els Omells de na Gaia Aprovat el 6 de novembre de 1986.[9]
Preixana Publicat al DOGC el 14 de novembre de 1984.[10]
Puigverd d'Agramunt Aprovat el 7 d'octubre de 1993.[11]
EMD de Rocallaura Publicat al DOGC el 10 d'agost de 2006.[12]
EMD de Seana Publicat al DOGC el 5 de desembre de 2011.[13]
EMD del Talladell Publicat al DOGC el 22 de gener de 2018[14]
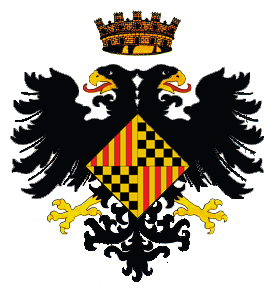
Tàrrega
Tornabous Publicat al DOGC el 18 de febrer de 2010.[15]
Vilagrassa Publicat al DOGC l'11 de febrer de 1998.[16]
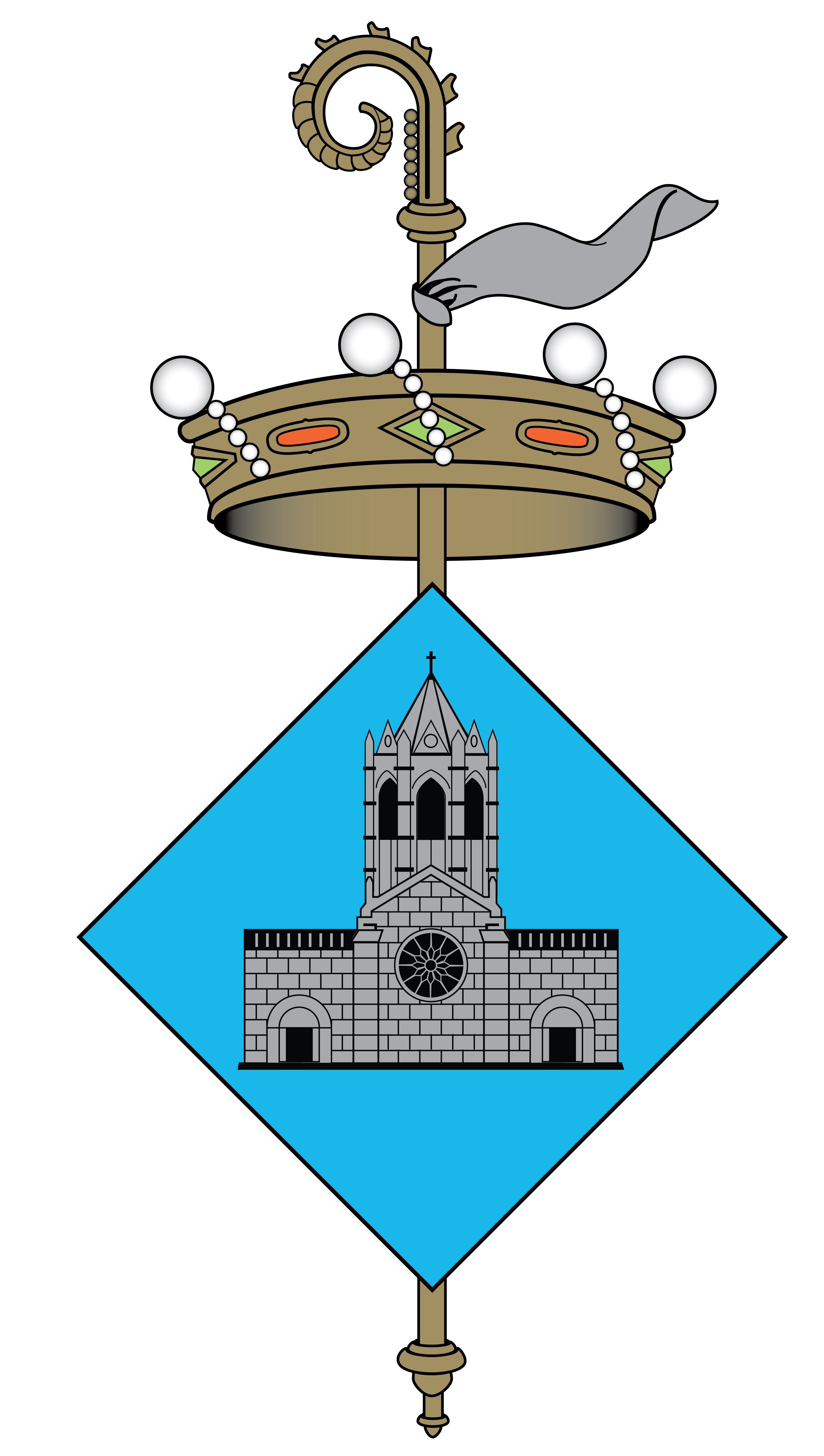
Vallbona de les Monges

## Banderes oficials

Belianes Publicada al DOGC el 20 d'abril de 1994.[18]
Bellpuig Publicada al DOGC el 20 de juliol de 1994.[19]
Castellserà Publicada al DOGC el 14 de juliol de 2017..[20]
Ciutadilla Publicada al DOGC el 30 d'octubre de 1997.[21]
els Omells de na Gaia Aprovada el 17 de juny de 2008.[22]
Preixana Publicada al DOGC el 18 d'octubre de 1989.[23]
EMD de Rocallaura Publicada al DOGC el 21 de gener de 2008.[24]
EMD de Seana Publicada al DOGC el 10 de desembre de 2012.[25]
EMD del Talladell Publicada al DOGC el 18 d'abril de 2023.[26]
Tàrrega Publicada al DOGC el 31 d'agost de 1998.[27]
Tornabous Publicada al DOGC el 18 de juliol de 2016.[28]
Vallbona de les Monges Publicada al DOGC el 17 de setembre de 2009.[29]
Vilagrassa Publicada al DOGC el 23 de setembre de 1999.[30]